# Чжан Сяохуань
Чжан Сяохуань (кит. упр. 张晓欢, пиньинь Zhāng Xiǎohuān, род. 19 августа 1980) — китайская спортсменка, занимающаяся синхронным плаванием.

## Биография
Чжан Сяохуань родилась 19 августа 1980 года в Пекине.
Чжан Сяохуань начала заниматься плаванием в 1987 году в спортшколе пекинского района Сюаньу.
В 1990 году она занялась синхронным плаванием, и в том же году вошла в сборную Пекина по синхронному плаванию.
В 1993 году выиграла Всекитайскую Спартакиаду в командном выступлении.
В 1995 году стала членом Национальной молодёжной сборной по синхронному плаванию.
В 1997 году вновь выиграла Всекитайскую Спартакиаду в командном выступлении, и была отобрана в Сборную Китая по синхронному плаванию.
На Олимпийских играх 2000 года в Сиднее она вместе со сборной КНР заняла 7-е место.
В 2001 году она вновь выиграла Всекитайскую Спартакиаду в командном выступлении.
В 2002 году Чжан Сяохуань выступила на XIV Азиатских играх в Пусане в паре с Гу Бэйбэй, и их дуэт завоевал серебряную медаль.
В 2003 году, на Чемпионате мира по водным видам спорта их дуэт занял 7-е место, а вся китайская команда — 5-е. Примерно такой же расклад вышел и на Олимпиаде 2004 в Афинах: дуэт Чжан Сяохуань и Гу Бэйбэй занял 7-е место, а китайская команда — 6-е.
На Чемпионате мира по водным видам спорта 2005 года их дуэт занял 6-е место, однако на Азиатских играх 2006 года как дуэт, так и команда взяли золотые медали.
На Чемпионате мира по водным видам спорта 2007 года дуэт Чжан и Гу был четвёртым.
На Олимпийских играх 2008 года в Пекине она стала бронзовой призёркой в командных выступлениях, бронзовую медаль китайская команда завоевала и на Чемпионате мира по водным видам спорта 2009 года.